# Idia
La reine Idia est une reine consort et reine mère du royaume du Bénin (dont le territoire correspond au sud-ouest de l'actuel Nigeria). Elle joue un rôle très important dans l'ascension et le règne de son fils, et est décrite notamment comme une guerrière. Plusieurs sculptures, en ivoire ou en laiton, subsistent, la représentant.

## Biographie
Elle est née dans le village d'Ugieghudu. Elle est l'épouse d'Ozolua l'oba du Benin (monarque du peuple Edo entre 1480 et 1504) et la mère d'Esigie, qui lui succède et règne de 1504 à 1547. Elle a combattu sans relâche avant et pendant le règne de son fils. Lorsque l'oba Ozolua est mort, il laisse en effet deux fils, avec un différend sur la personne appelée à lui succéder. Son fils Esigie contrôle Edo (Benin City), tandis qu'un autre fils, Arhuaran, fonde la ville d'Udo à environ 30 kilomètres de là. Idia mobilise une armée autour d'Esigie, qui triomphe d'Arhuaran, et devient le nouveau oba (le seizième).
Par la suite, les peuples Igala envoient des guerriers qui traversent la rivière Bénoué pour tenter d'arracher le contrôle des territoires du nord du Bénin.  Esigie rétablit l'unité du royaume. Sa mère Idia reçoit une grande partie du crédit pour ces victoires : ses conseils politiques,  ses pouvoirs magiques et ses connaissances médicales, sont considérés comme des éléments déterminants du succès d'Esigie sur le champ de bataille.
Elle devient la première iyoba (Reine mère) du Bénin, un titre créé et conféré par son fils en gratitude pour son aide. Un palais est également construit pour elle (Palais de la Reine-Mère).

## Dans les arts
Plusieurs sculptures, et masques-pendentifs sculptés en ivoire la représentent, ramenés en Occident pendant la colonisation et présents soient dans des collections privées soit dans des musées,,,.

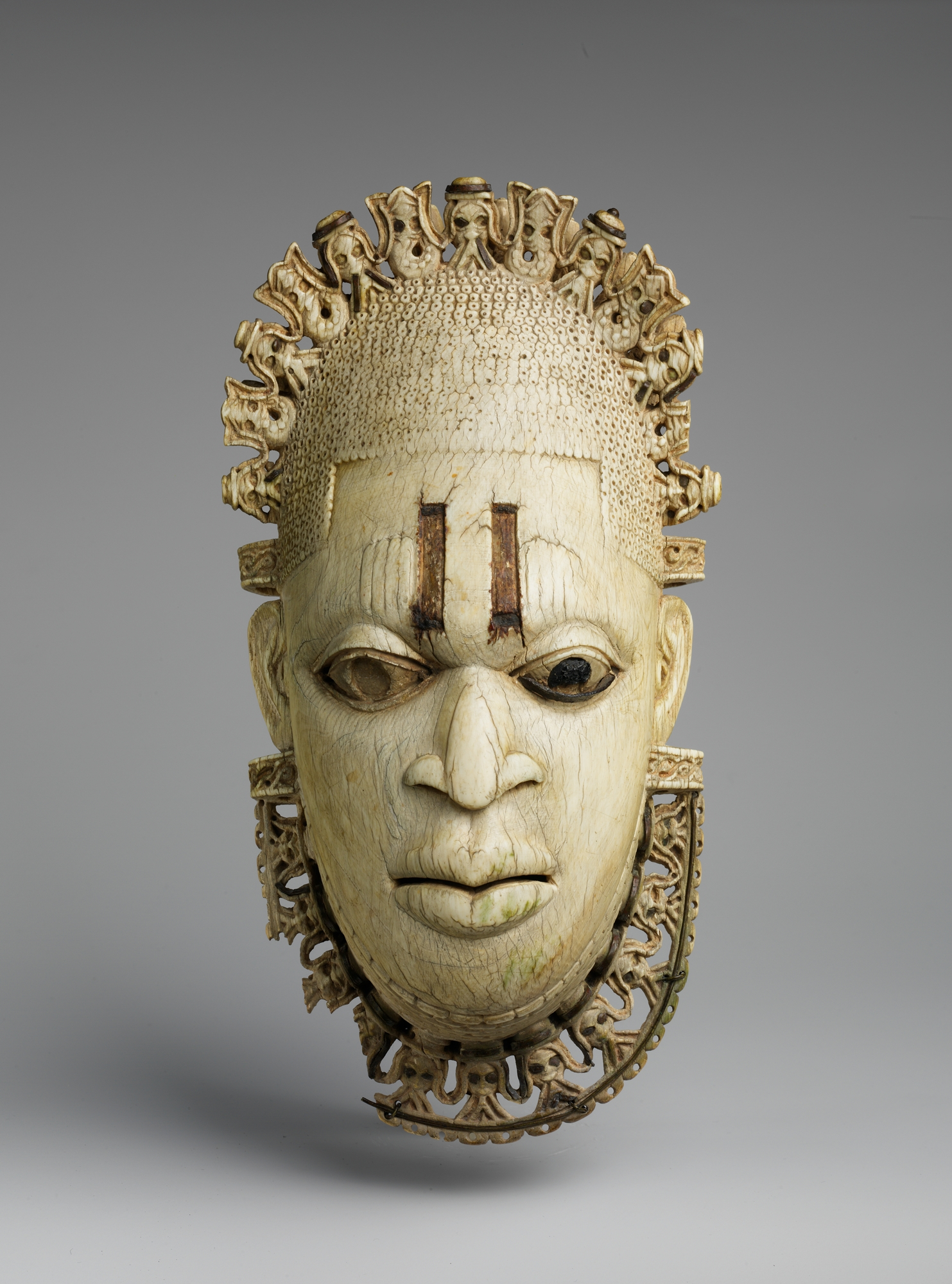
Masque-pendentif du Bénin, sculpté en ivoire du XVIe siècle la représentant (Metropolitan Museum of Art, New York)
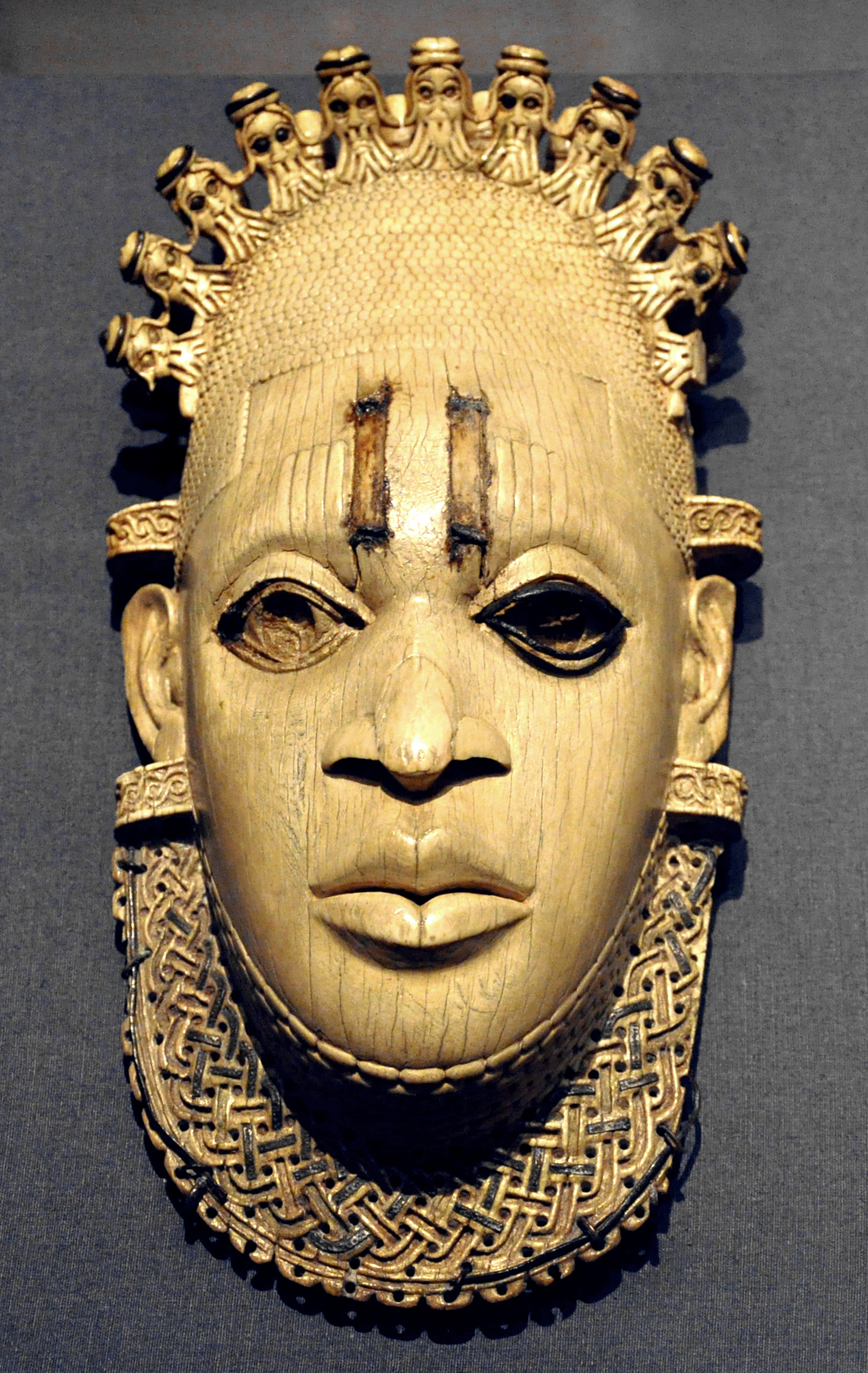
Autre masque-pendentif sculpté du XVIe siècle la représentant (British Museum, London)
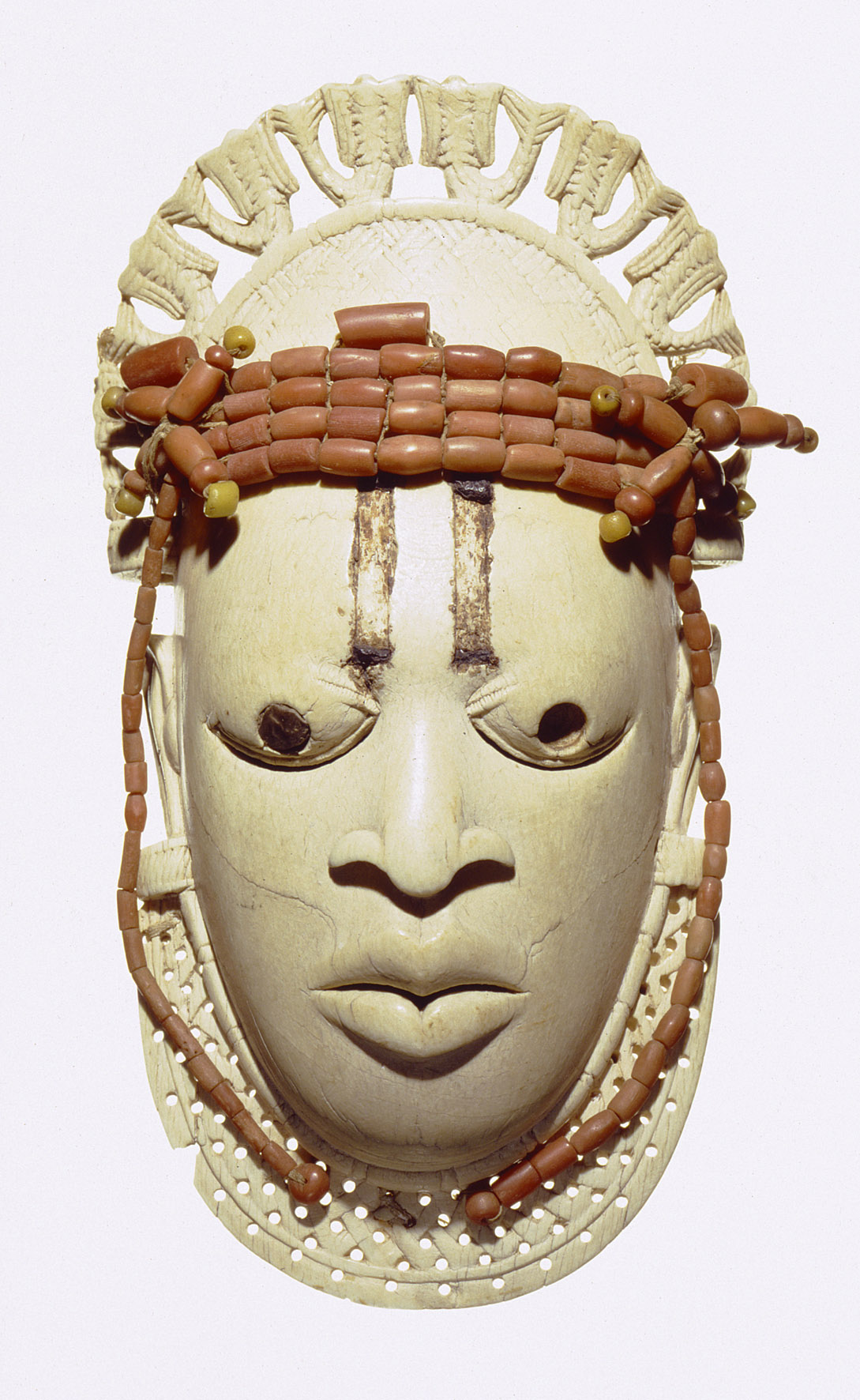
Masque en ivoire du Bénin, avec perles de corail, représentant Idia (Linden Museum, Stuttgart)